# Trichosalpinx systremmata
Trichosalpinx systremmata är en orkidéart som först beskrevs av Carlyle August Luer, och fick sitt nu gällande namn av Carlyle August Luer. Trichosalpinx systremmata ingår i släktet Trichosalpinx och familjen orkidéer. Inga underarter finns listade i Catalogue of Life.